# Bachillero
Bachillero oder San José de Bachillero ist eine Ortschaft und eine Parroquia rural („ländliches Kirchspiel“) im Kanton Tosagua der ecuadorianischen Provinz Manabí. Verwaltungssitz ist Bachillero (auch San José de Bachillero). Die Parroquia besitzt eine Fläche von 59,28 km². Die Einwohnerzahl lag im Jahr 2010 bei 3885. Die Parroquia wurde am 10. August 1945 im Kanton Rocafuerte gegründet. 1984 wurde die Parroquia in den neu gegründeten Kanton Tosagua überführt.

## Lage
Die Parroquia Bachillero liegt in einer Beckenlandschaft am Westfuß der Cordillera Costanera etwa 30 km von der Pazifikküste entfernt. Der etwa 15 m hoch gelegene Hauptort befindet sich unterhalb der Einmündung des Río Canuto in den Río Carrizal, 3 km nordöstlich vom Kantonshauptort Tosagua. Die Fernstraße E38 von Tosagua nach Chone führt durch Bachillero.
Die Parroquia Bachillero grenzt im Norden und im Nordosten an die Parroquia San Antonio (Kanton Chone), im Osten an die Parroquia Canuto (ebenfalls im Kanton Chone), im Südosten an die Parroquia Calceta (Kanton Bolívar), im Süden an die Parroquia Ángel Pedro Giler sowie im Westen an die Parroquia Tosagua.